# يحيي حسين عبد الهادي
يحيى حسين عبد الهادي (مواليد القاهرة عام 1954) هو مهندس مصري ومؤسس الحركة المدنية الديمقراطية في مصر.
اعتقلته السلطات المصرية يوم 29 يناير 2019 
قضت محكمة جنح مدينة نصر المصرية، في جلستها المنعقدة يوم الاثنين 23 مايو 2022، على المهندس يحيى حسين عبد الهادي بالحبس أربع سنوات بتهم «نشر أخبار كاذبة عمداً داخل وخارج البلاد».

## نشأته
نشأ عبد الهادي في محافظة أسيوط، هو المولود في القاهرة عام 1954، والتحق بالكليّة الفنية العسكرية عام 1972 وتخرَّج منها عام 1977، وظلَّ يخدم في القوات المسلحة كضابط مهندس حتى عام 1992.

## المؤهلات العلمية
- بكالوريوس الهندسة من الكليّة الفنية العسكرية عام 1972م

## أعماله
بعد خروجه من القوّات المسلَّحة، شارك في تأسيس مركز إعداد القادة (يقدِّم الاستشارات لمؤسسات الأعمال المصرية والعربية، ويدرّب رجال الأعمال) الذي كان في البداية تابعاً لرئاسة الوزراء، ثم انتقلت تبعيّته لوزارة الاستثمار، وأصبح مديراً للمركز ووكيلاً لوزارة الاستثمار عام 2004. مركزه هذا، ومناصبه المتعددة، أهّلته لعضوية اللجنة الرئيسية لتقويم «شركةعمر أفندي» التي ضمَّت 15 عضواً من قيادات قطاع الأعمال والخبراء. لقد مثّلت تلك اللجنة مفترق طرق بالنسبة له
لم يكن الرجل من المعارضين للخصخصة في بدايتها كما يقول. «لم يكن لدي موقف معارض للخصخصة من حيث المبدأ، وخصوصاً بالنسبة إلى شركات التجارة الداخلية مثل «عمر أفندي».
توصلت تلك اللجنة التي شارك في عضويّتها، إلى تقدير ثمن الشركة بما يقارب 1300 مليون جنيه مصري (232 مليون دولار تقريباً) بعد خفض القيمة بنسبة تراوح بين 20 و30 في المئة لتسهيل الصفقة. فوجئ عبد الهادي بتجاهل هذا التخمين واعتماد تقويم آخر بـ450 مليون جنيه ارتفع إلى 550 مليوناً، إضافةً إلى توقيع اللجنة على ما يشبه اعتذار عن تقريرها الأصلي، واعتماد القيمة المنخفضة. «كان الأمر ككل أشبه بمهزلة. من كان يجب أن أبلِّغ بهدر أكثر من 700 مليون جنيه من أموال المصريين، إذا كان كبار المسؤولين أنفسهم هم من يهدرون المال العام؟
وقد بيعت الشركة لاحقاً إلى شركة «أنوال» السعوديّة وما زال ملفها بتجاوزاته الكثيرة يثير جدلاً حتّى الساعة.
ثم تقدم يحيى حسين عبد الهادى ببلاغ للنائب العام ضد كل من وزير الإستثمار محمود محيي الدين ورئيس الشركة القابضة وقتها هادي فهمي بتهمة الضغط على لجنة التقييم التي كان عضوا منتدبا فيها لتسهيل الإستيلاء على المال العام لصالح شركة أنوال السعودية بمبلغ 450 مليون جنيه في حين أن التقييم الحقيقي1.3 مليار جنيه أي هناك إهدار ل600 مليون جنيه مصري
وقد كانت قضية عمر أفندي الحالة الوحيدة التي خرجت من النور بعد بلاغ عبد الهادي برغم أنه في البداية كان قد وقع موافقا على تقييم لجنة الوزارة ولكنه أعلن ندمه بعد ذلك والعدول عن قراره ومحاربة عملية البيع هذه مهما بلغت الضغوط التي سيتعرض لها هو وباقي أعضاء لجنة التقييم وبرغم أنه استطاع تعطيل عملية البيع لثمانية أشهر إلا أنه في النهاية تم للمستفدين من البيع ما أرادوا وذهب عمر أفندي للمستثمر السعودي وبرغم أن مقاومته لم تأت بنتيجة فقد تحمل تكاليفها بحرمانه من جميع مناصبه ليعود مرة أخرى لمركز إعداد القادة مرؤسا ليس رئيسا كما كان محاضرا بلا محاضرات فقد ألغيت كل انتداباته
بالرغم من ذلك بدأت صفحة أخرى في حياة عبد الهادي بعد أن إختاره المفكر الراحل عبد الوهاب المسيري ليكون ضمن اللجنة التنسيقية لحركة كفاية حيث وجد فيه شخصية شعبية تتصدى لعمليات البيع لأصول الشركات مناهضا للخصخصة ولذلك تم اختياره ليقود الحركة الشعبية «لا لبيع مصر» مع أبو الصناعة المصرية الوطنية الراحل عزيز صدقي والتي تناهض بما يجرى الآن من بيع مصر سواء لمستثمر أجنبي أو مصري فمبدأ البيع مرفوض حيث تعتبر أن كل البيوعات التي تمت غير مشروعة لأنه لم يؤخذ رأى الشعب فيها وهو المالك الحقيقي لكل أصول الشركات حيث يصعب أن يتدارك هذا الخطر حتى بعد زوال النظام الحالي حيث إعتبر عبد الهادي في بيان ألقاه بهذه المناسبة أن ما يحدث هو تنفيذ لأجندة خارجية لتدمير مصر وتخريب أصولها فثقافة البيع هي عنوان هذه المرحلة لمصر وأن الحل للخروج من هذه التجاوزات هو تغيير النظام بسياساته.
وقد تصدى من خلال هذه الحركة لبيع بنك القاهر ة، كما تصدى لبيع 3.6 م2 من الأراضى المميزة بالساحل الشمالى- سيدى عبد الرحمن - لهشام طلعت مصطفى وسميح ساويرس وجمعية جيل المستقبل بلجنة السياسات بسعر 160 جنيه /م2 وتم رفع دعوى لابطال البيع الا أنه خسرها -بطبيعة الحال- بل تم رفع دعوى سب علنى ضده من رئيس الشركة القابضة لتحكم المحكمة في 5 مايو 2009 بتغريمه 40 ألف جنيه كتعويض «للشريف» رئيس الشركة القابضة خفضت في الاستئناف في يونيو 2009 إلى عشرة آلاف جنيه، وفي 10 يونيو 2009 أصدرت الحركة بيانها التالى تضامنا مع أحد شرفاء مصر
(اكتتبوا لدفع غرامة مصر تضامنا مع المهندس يحيى حسين عبد الهادي).